# Оберхамбах
Оберхамбах (нем. Oberhambach) — община в Германии, в земле Рейнланд-Пфальц. 
Входит в состав района Биркенфельд. Подчиняется управлению Биркенфельд.  Население составляет 290 человек (на 31 декабря 2010 года). Занимает площадь 5,11 км².